# إيغور بيكوشسياك

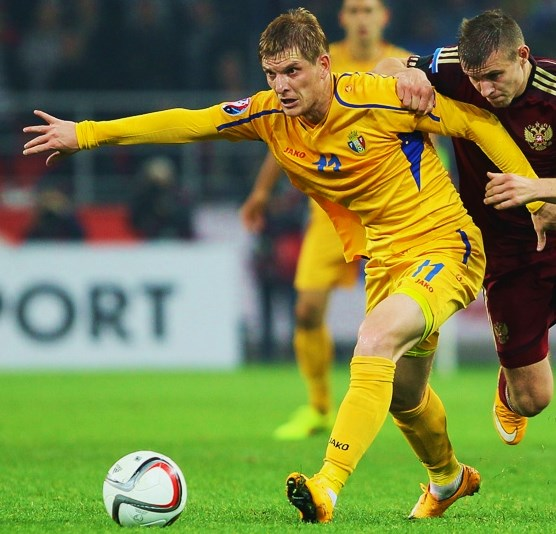

إيغور بيكوشسياك (بالرومانية: Igor Picușceac)‏ (مواليد 27 مارس 1983 في الاتحاد السوفييتي) لاعب كرة قدم مولدوفي دولي يجيد اللعب في خط الهجوم . يلعب حاليا لصالح نادي كراسنودار الروسي منذ 2009 .

## روابط خارجية
- إيغور بيكوشسياك على موقع الاتحاد الدولي (مؤرشف)  (الإنجليزية)
- إيغور بيكوشسياك على موقع قاعدة بيانات كرة القدم.إي يو (الإنجليزية)
- إيغور بيكوشسياك على موقع ناشيونال فوتبول تيمز (الإنجليزية)
- إيغور بيكوشسياك على موقع Soccerway.com (الإنجليزية)